# 2022 en triathlon
Cet article résume les faits marquants de l'année 2022 dans le monde du triathlon.

## Résultats
Pour les résultats sportifs de l'année 2022 en triathlon voir catégorie « triathlon en 2022 »

## Faits marquants

### Mai
- Les championnats du monde d'Ironman 2021 plusieurs fois reportés pour causes de Covid-19 se tiennent finalement le 7 mai 2022 à Saint George dans l'Utah. C'est la première fois depuis 1990 et sa création officielle qu'il quitte les iles d'Hawaï[1].

### Juin
- Les championnats du monde de duathlon 2022, voit pour la première fois de son histoire, trois duathlètes français, Krilan Le Bihan, Benjamin Choquert et Maxime Hueber-Moosbrugger prendre les trois places du podium mondial[2].
- Le duathlon fait sa première apparition comme sport aux Jeux mondiaux de 2022, le Français Maxime Hueber-Moosbrugger remporte l’épreuve masculine, la Belge Maurine Ricour la course féminine[3].
- L'équipe de France de triathlon en relais mixte remporte son 5e titre de champion du monde lors de l'étape des WTCS de Montréal[4].
- Organisée par la World Triathlon, la première édition des championnats du monde de duathlon cross se déroulent en Roumanie. Le Belge Thibaut De Smet et l'Italienne Eleonora Peroncini sont les premiers vainqueurs de ce nouveau championnat de sport enchainé[5].

### Août
- Le triathlète hollandais Niek Heldoorn remporte à 23 ans la 38e édition de l'Embrunman et devient le plus jeune vainqueur de l'épreuve XXL[6].
- La triathlète chilienne Bárbara Riveros Díaz après sa victoire sur le Triathlon Alpe d'Huez remporte l'Embrunman en établissant un nouveau record de l'épreuve[7].
- Les triathlètes français Léo Bergère, Pierre Le Corre et Dorian Coninx prennent les trois premières places des championnats d'Europe de triathlon 2022 et signent le premier podium entièrement tricolore sur cette épreuve internationale[8].
- Le triathlète français Pierre Le Corre remporte les championnats du monde de triathlon longue distance, deuxième titre mondial après celui en relais mixte obtenue la même année.

### Septembre
Le duathlète français Matthieu Bourgeois remporte les championnats du monde de duathlon longue distance à Zofingen. Il établit également un nouveau record de l'épreuve en 6 h 3 min 57 s. Chez les féminines, la Suissesse Mélanie Maurer remporte le titre sur ces terres en 6 h 47 min 49 s.

### Octobre
- Les triathlètes français Arthur Serrières et Solenne Billouin remportent les championnats du monde de Xterra Triathlon, premier double podium de l'histoire de la compétition pour les sportifs français[10].
- Le triathlète français Sam Laidlow réalise la meilleure performance française de l'histoire des championnats du monde d'Ironman. En se hissant sur la seconde marche derrière le Norvégien Gustav Iden, il établit un nouveau record sur le segment vélo en ramenant la marque à 4 h 4 min 36 s et réalise un temps final de 7 h 42, meilleur temps d'un triathlète français sur l'épreuve internationale[11].

### Novembre
- Léo Bergère devient champion du monde de triathlon, en s'imposant à Abou Dabi, devant Morgan Pearson lors de la grande finale des Séries mondiales de triathlon (WTSC). C'est le troisième français, après Vincent Luis et Olivier Marceau à décrocher une couronne mondiale dans cette compétition[12].
- La première épreuve de paratriathlon en relais mixte se déroule à Abou Dabi, lors la grande finale des séries mondiales de triathlon 2022, en supplément de l'épreuve individuelle des championnats du monde de paratriathlon 2022[13].